# Чорна (Воткінський район)
Чо́рна (рос. Чёрная) — присілок у Воткінському районі Удмуртії, Росія.
Населення становить 540 осіб (2010, 521 у 2002).
Національний склад (2002):
- росіяни — 86 %

Урбаноніми:
- вулиці — Зарічна, Колгоспна, Молодіжна, Нова, Ставкова,
- проїзди — Зарічний, Колгоспний